# Meetbrief
Een meetbrief is een certificaat waarin de hoofdafmetingen van het schip vermeld staan.

## Zeevaart
Voor schepen die internationale reizen maken, is in het scheepsmetingsverdrag van 1969 van de IMO overeengekomen dat deze een meetbrief (International Tonnage Certificate) moeten hebben. Hierin staan de hoofdafmetingen en de bruto- en netto-tonnenmaat. Dit dient als basis voor de heffingsgrondslag voor haven- en kanaalgelden en andere heffingen als tonnagebelasting, maar bij een aantal vlaggenstaten ook bij het vaststellen van de bemanningseisen. Ook wordt hiermee de aansprakelijkheidslimiet voor een scheepseigenaar bepaald. Het wordt ook gebruikt om het toepassingsgebied te bepalen van bepaalde verdragen. Zo geldt SOLAS voor schepen van meer dan 500 bruto ton. Oorlogsschepen, schepen kleiner dan 24 meter en schepen die alleen op de Grote Meren en een deel van de Saint Lawrencerivier, de Kaspische Zee en (deels) de Río de la Plata, Paraná en de Uruguay varen zijn hier van uitgezonderd. Voor het Suez- en het Panamakanaal gelden afwijkende tonnages.

## Binnenvaart
Op het Nederlandse en Belgische binnenwater moet een binnenschip dat te boek is gesteld voorzien zijn van een meetbrief, voor Nederlandse schepen afgegeven door de ScheepsMetingsDienst, dan wel afgegeven door de administratie van een andere Staat, aangesloten bij de Overeenkomst nopens de meting van binnenvaartuigen (Trb. 1967, 43), die op 15 februari 1966 te Genève tot stand is gekomen
Dat geldt ook voor een zeeschip waarmee, op grond van een certificaat van onderzoek, op de binnenwateren met een grotere diepgang mag worden gevaren dan op zee of in de kustwateren.
Op de meetbrief worden de zones vermeld waarin het schip bestemd is te varen.
De Scheepsmetingsdienst schrijft elke meetbrief die het uitreikt in onder een eigen volgnummer, zomede de datum van de uitreiking, de naam of de kenspreuk van het vaartuig en de andere gegevens waardoor een binnenschip kan worden geïdentificeerd. Het betreffende register is de ligger. De liggers van 1899 tot 1937 zijn opgeslagen in het Maritiem Museum Rotterdam. George Snijder van de LVBHB heeft het initiatief genomen deze te digitaliseren.
Vanaf augustus 1979 is de notatie van de meting veranderd en wordt het meetnummer voorafgegaan door AN, GN of RN (respectievelijk district Amsterdam, Groningen of Rotterdam). Deze metingen zijn vijftien jaar geldig. Deze meetbrieven zijn inmiddels allemaal verlopen. Achterin, bij rubriek 80, is te zien of (en tot wanneer) de meetbrief verlengd is. Omdat De ScheepsMetingDienst in januari 1989 naar Rijswijk verhuisde werden vanaf die datum de meetnummers voorafgegaan door HN. De R was al bezet door Rotterdam en Rijswijk ligt tenslotte tegen Den Haag aan, dat van oudsher een H voerde. Na het uitgeven van HN3800 is de dienst in Rotterdam gevestigd, maar de aanduiding met HN bleef. De HN-meetbrieven kunnen gewoon met telkens 15 jaar verlengd worden. In 2012 was de ScheepsMetingDienst ongeveer bij HN6200 met het verlengen.
De belanghebbende is gehouden bij verloren gaan, slopen of blijvend ongeschikt worden voor de vaart van een gemeten binnenschip de meetbrief in te leveren bij het Hoofd van de Scheepsmetingsdienst.

### Doel van de meting
De meting van binnenschepen heeft ten doel de verplaatsing vast te stellen, evenals, indien nodig, een deel van de verplaatsing in samenhang met de inzinking. De meting van binnenschepen, bestemd of ingericht voor het vervoer van goederen, heeft tevens ten doel het mogelijk te maken het gewicht van de lading volgens de inzinking te bepalen. Verplaatsing is de in kubieke meters uitgedrukte waterverplaatsing van een binnenschip tussen het vlak van inzinking van het ledige vaartuig in zoet water en het vlak van de grootste toegelaten diepgang.
Voor binnenschepen die niet zijn bestemd of zijn ingericht voor het vervoer van goederen worden, behalve de verplaatsing, bovendien de maximaal toelaatbare waterverplaatsing en de waterverplaatsing in ledige toestand bepaald. De maximaal toelaatbare waterverplaatsing is de in kubieke meters uitgedrukte waterverplaatsing van een binnenschip tot het vlak van de grootste toegelaten diepgang.

### Uitvoering van de meting
Scheepsmeters zijn inspecteurs van de Inspectie Leefomgeving en Transport. Zij voeren jaarlijks zo'n 400 tot 600 metingen uit. 
Voor de meting van een binnenschip worden de maten aan het schip zelf gemeten. Het te meten deel van het binnenschip is het deel dat begrepen is tussen het vlak van de grootste toegelaten diepgang en het vlak van inzinking van het ledige vaartuig.

### Het vlak van inzinking van het ledige vaartuig
Het vlak van inzinking van het ledige vaartuig, is het vlak overeenkomende met het wateroppervlak indien:
- het vaartuig geen brandstof of verplaatsbare ballast aan boord heeft doch slechts de uitrusting, de proviand en de bemanning die normaal aan boord zijn als het vaartuig vaart; alsmede het water, dat niet door gebruikelijke middelen uit het ruim kan worden verwijderd; de drinkwatervoorraad mag echter 0,5% van de grootste verplaatsing van het vaartuig niet aanzienlijk overschrijden;
- de werktuigen, ketels, pijpleidingen en installaties, nodig voor de voortstuwing of voor de noodzakelijke hulpwerktuigen, zomede voor verwarming of koeling, het water, de olie of de andere vloeistoffen bevatten waarvan zij in gewone omstandigheden worden voorzien om dienst te kunnen doen;
- het vaartuig zich in zoet water bevindt, dat wil zeggen in water met een soortelijke massa gelijk aan 1000 kg/m3.

Anders of als het schip niet in omstandigheden die leiden tot dezelfde inzinking en ongeveer dezelfde trimligging verkeert, moet het verschil in belasting en het verschil in soortelijk gewicht van het water in aanmerking worden genomen bij het maken van de berekeningen. De gewichten aan boord die behoren bij de ledige inzinking moeten in de meetbrief worden vermeld.

### Het vlak van de grootste toegelaten diepgang
Het vlak van de grootste toegelaten diepgang is het denkbeeldige vlak dat kan worden aangebracht door de onderzijden van de door de Scheepsmetingsdienst aangebrachte ijkmerken. Voor binnenschepen die bestemd zijn voor het vervoer van goederen kan op verzoek van de belanghebbende het vlak van de grootste toegelaten diepgang ten hoogste tien procent van de gemiddelde laadhoogte lager worden gesteld. In bijzondere gevallen kan op verzoek van de belanghebbende het vlak van de grootste toegelaten diepgang onder voorwaarden méér dan tien procent van de gemiddelde laadhoogte lager worden gesteld. Voor binnenschepen die niet zijn bestemd noch zijn ingericht voor het vervoer van goederen, kan op verzoek van de belanghebbende het vlak van de grootste toegelaten diepgang lager worden gesteld.
Dit laatste komt vaak voor bij historische bedrijfsvaartuigen. Door het vlak van de grootste toegelaten diepgang veel lager vast te stellen wordt de verplaatsing veel kleiner. Als een schip minder dan 15 kubieke meter verplaatsing heeft, mag er met een in een oude overgangsregeling verkregen sportpatent mee op de Rijn boven het Spijkse veer worden gevaren. Normaal is daar het grote patent voor vereist.

### Verplaatsing
Onder verplaatsing wordt verstaan de in kubieke meters uitgedrukte waterverplaatsing van een binnenvaartuig tussen het vlak van inzinking van het ledige binnenvaartuig in zoet water en het vlak van de grootste toegelaten diepgang.

### Geldigheidsduur van de meetbrief
De geldigheidsduur van een meetbrief is hoogstens vijftien jaar en kan steeds weer worden verlengd:
- indien het een binnenschip betreft dat bestemd is voor het vervoer van goederen voor een periode van hoogstens tien jaar;
- indien het een ander binnenvaartuig betreft voor een periode van hoogstens vijftien jaar.

De vervaldatum wordt op de meetbrief vermeld.

### Vervallen van de meetbrief
De meetbrief vervalt:
- door het verstrijken van de geldigheidsduur
- wanneer het binnenschip een verbouwing ondergaat, die van invloed is op de ligging van het vlak van inzinking van het ledige vaartuig, op de verplaatsing dan wel op de in de meetbrief vermelde afmetingen;
- wanneer het binnenschip, bestemd voor het vervoer van goederen, van bestemming verandert, zodat het gaat behoren tot een vaartuig, niet bestemd voor het vervoer van goederen, of omgekeerd;
- wanneer in de meetbrief één of meer wijzigingen zijn aangebracht door daartoe niet bevoegde personen;
- wanneer aan het binnenschip andere veranderingen dan wel blijvende beschadigingen zijn aangebracht, waardoor de omschrijving in de meetbrief niet meer juist is;
- wanneer de meetbrief niet meer volledig aanwezig is.

Indien aan een ambtenaar van de Scheepsmetingsdienst blijkt, dat zich ten aanzien van een in Nederland geregistreerd binnenschip een van deze gevallen voordoet, is hij verplicht de meetbrief in te trekken. Indien een van deze gevallen zich voordoet ten aanzien van een in het buitenland geregistreerd binnenschip, dient zulks te worden gemeld aan het Hoofd van de Scheepsmetingsdienst. Laatstgenoemde dient zijn ambtgenoot van het betreffende land waar het vaartuig is geregistreerd, hiervan te verwittigen. In de meetbrief van het betreffende binnenschip wordt een verklaring gehecht als vastgesteld door het Hoofd van de Scheepsmetingsdienst.

### Onderhoud van ijkmerken en ijkplaten
De ijkmerken of inzinkingsmerken moeten door of vanwege de belanghebbende worden onderhouden, zodat zij steeds duidelijk zichtbaar zijn. Zijn één of meer ijkmerken of ijkplaten verloren geraakt, versleten of onzichtbaar geworden, dan worden deze, mits de meetbrief nog geldig is, op verzoek van belanghebbende door een ambtenaar van de Scheepsmetingsdienst door nieuwe vervangen tegen betaling van de kosten.

### Erkenning van meetbrieven
Een meetbrief, afgegeven door een bureau van meting van een andere Staat aangesloten bij de Overeenkomst, wordt gelijkgesteld aan een meetbrief afgegeven door de Scheepsmetingsdienst.